# Scandinavian-Airlines-System-Flug 933
Auf dem Scandinavian-Airlines-System-Flug 933 (Flugnummer SK933) kam es am 13. Januar 1969 zum Flugunfall einer Douglas DC-8-62 der Fluggesellschaft Scandinavian Airlines System. Die Maschine, die sich auf einem Flug vom Flughafen Kopenhagen zum Flughafen Los Angeles mit einem Zwischenstopp am Flughafen Seattle-Tacoma befand, wurde dabei aufgrund eines Pilotenfehlers kurz vor der geplanten Landung ins Wasser der Santa Monica Bay vor der Küste Kaliforniens gelenkt (Controlled flight into terrain), wobei 15 Menschen starben.

## Flugzeug
Bei der verunglückten Maschine handelte es sich um eine zweieinhalb Jahre alte Douglas DC-8-62, die im Douglas-Werk in Long Beach, Kalifornien montiert wurde und deren Roll-out am 28. Juni 1966 erfolgte. 
Der Erstflug der DC-8 wurde am 29. August 1966 durchgeführt, die Auslieferung an die SAS Scandinavian Airlines erfolgte am 20. Juni 1967. Die Maschine wurde mit dem norwegischen Luftfahrzeugkennzeichen LN-MOO zugelassen und erhielt den Taufnamen Sverre Viking. Das Flugzeug trug die Werksnummer 45822, es handelte sich um die 270. Douglas DC-8 aus laufender Produktion. Die DC-8 war mit vier Triebwerken des Typs Pratt & Whitney JT3D-3B ausgestattet. Die letzte planmäßige Wartung war am 3. April 1968 durchgeführt worden. Zum Zeitpunkt des Unfalls hatte die Maschine 6950 Flugstunden absolviert.

## Besatzung
Zum Zeitpunkt des Unfalls befand sich eine neunköpfige Besatzung an Bord, die auf dem Flughafen Seattle-Tacoma zugestiegen war. Die zugestiegene Besatzung hatte ihren letzten Flug am 11. Januar absolviert und eine 48-stündige Ruhezeit vor ihrem Einsatz auf Flug 933 gehabt. Die Besatzung bestand aus einem Kapitän, einem Ersten Offizier, einem Flugingenieur und sechs Flugbegleiterinnen. Kapitän der Maschine war der 50-jährige Brite Kenneth Davies, der seit 1948 für die SAS flog und zuvor Angehöriger der RAF Coastal Command gewesen war. In seiner Karriere bei der SAS hatte er 11.135 Stunden Flugerfahrung gesammelt, darunter 800 auf der DC-8. Erster Offizier war der 40-jährige Ingvar Hansson, der seit 1957 bei der SAS angestellt war. Er hatte 5814 Stunden Flugerfahrung, darunter 973 auf der DC-8. Der 32-jährige Flugingenieur Ake Ingvar Andersson arbeitete  seit 1967 für die SAS und hatte seitdem seine gesamten 985 Stunden Flugerfahrung auf der DC-8 absolviert. Alle drei Piloten verfügten über gültige Fluglizenzen und Gesundheitszeugnisse und waren umfassend geschult worden.

## Flugverlauf
Flug 933 war ein internationaler Linienflug von Kopenhagen nach Los Angeles. Der Flug zum Zwischenstopp auf dem Flughafen Seattle-Tacoma, wo die Maschine betankt wurde und eine neue Besatzung zustieg, verlief ohne besondere Vorkommnisse. Die Flugzeit nach Los Angeles sollte 2 Stunden und 16 Minuten betragen. Die Maschine wurde ordnungsgemäß enteist und die Höhenmesser wurden justiert. Die Maschine flog um 15:46 Uhr Ortszeit in Seattle ab und damit gegenüber dem Flugplan mit 71 Minuten Verspätung. Der Erste Offizier steuerte die Maschine. Für den Steigflug sowie den Flug auf Reisehöhe wurde der Autopilot genutzt.
Kurz nach 17:20 Uhr informierte der Flugleiter von Scandinavian Airlines die Besatzung, dass auf dem Flughafen Los Angeles für eine Landung angemessene Wetterbedingungen herrschten. Um 17:32 Uhr kontaktierte die Besatzung die Luftaufsicht des Flughafens Los Angeles und erhielt die Anweisung, eine Warteschleife über Bakersfield zu fliegen. Die Besatzung bestätigte um 17:47 Uhr das Fliegen der Warteschleife. Um 18:39 Uhr erhielt die Besatzung die Freigabe, über Fillmore den Sinkflug einzuleiten und anschließend auf einer Flughöhe von 1500 Fuß (ca. 460 Meter) zu verbleiben und den Wegpunkt Westlake anzufliegen, der noch nicht auf den Flugkarten verzeichnet war.
Gegen 19 Uhr befanden sich auf einer Höhe von 300 Metern vereinzelt Wolken am Himmel, die Wolkendecke befand sich in 500 Metern Höhe. Die Sichtweite betrug 2,5 Seemeilen (ca. 4,6 Kilometer) bei leichtem Regen und Nebel. Der Himmel war dunkel und die Besatzung konnte keine sichtbaren Bezugspunkte ausmachen. Der Sinkflug wurde durch den Vertikalgeschwindigkeitsregler des Autopiloten kontrolliert, während die zu erreichende Flughöhe manuell voreingestellt wurde. Während sie den Autopiloten aktiviert beließen, reduzierten die Piloten die Fluggeschwindigkeit auf Anweisung der Flugsicherung um 19:07 Uhr auf 160 Knoten (ca. 300 km/h). Zu diesem Zeitpunkt arbeitete die Besatzung die Checkliste für den Anflug ab. Der Kapitän unterbrach diesen Vorgang, nachdem er beim Blick auf den Funkhöhenmesser festgestellt hatte, dass die Maschine bereits unter die vorgesehene Flughöhe gesunken war. Der Kapitän wollte das weitere Flugverhalten der Maschine während des Sinkfluges beobachten. Um 19:11 Uhr erhielt die Besatzung die Freigabe, eine 180-Grad-Kurve zu fliegen sowie auf 1000 Fuß (ca. 300 Meter) zu sinken und diese Flughöhe zu halten. Beide Empfänger des Navigationssystems wurden auf die ILS-Frequenz eingestellt.
Um 19:17 Uhr bat der Fluglotse die Besatzung der DC-8, ihre Geschwindigkeit nochmals auf 153 Knoten (ca. 283 km/h) zu reduzieren, was diese bestätigte. Um 19:19 Uhr erteilte er eine Landefreigabe für Bahn 07R. Zu diesem Zeitpunkt glaubte der Erste Offizier, dass die Maschine 14 Seemeilen (ca. 26 Kilometer) vom Drehfunkfeuer entfernt sei, während der Kapitän glaubte, dass die Entfernung 11 bis 12 Seemeilen (ca. 20/22 Kilometer) betrage. Der Erste Offizier schaltete den Autopiloten ab. Der Kapitän ließ das Fahrwerk ausfahren und der Erste Offizier bat darum, die Abarbeitung der Landecheckliste abzuschließen. Dieser Vorgang wurde erneut durch Funkverkehr und weitere Handlungen im Cockpit unterbrochen. Die Maschine sank weiter auf eine Höhe von 576 Fuß (176 Meter).
Vor der DC-8 befand sich eine Cessna 177 Cardinal mit der Flugnummer 67T, die ebenfalls einen Anflug durchführte und mit einer Geschwindigkeit von 110 Knoten (ca. 200 km/h) flog. Die gesamte Funkkommunikation zwischen SK933, 67T und der Flugsicherung erfolgte über die gleiche Funkfrequenz. Um 19:19 Uhr bat die Flugsicherung die Besatzung von SK933, ihre Geschwindigkeit weiter zu reduzieren und auf die Cessna zu achten. Die Piloten verringerten die Geschwindigkeit auf 126 Knoten (ca. 233 km/h). Diese Geschwindigkeit erfordert das Ausfahren der Auftriebshilfen, das jedoch nicht erfolgt war. Die Bugfahrwerksanzeige im Cockpit zeigte eine unsichere Stellung an. Wären die Auftriebshilfen aus-, das Fahrwerk jedoch eingefahren, würde ein Warnton erklingen, der sich ohne ein Einfahren der Auftriebshilfen nicht abstellen ließe. Der Kapitän fuhr das Fahrwerk nochmal aus, doch es wurde immer noch eine unsichere Stellung angezeigt. Der Erste Offizier glaubte indes, dass die Auftriebshilfen ausgefahren seien.
Um 19:20 Uhr führte der Flugingenieur zunächst aus dem Stegreif und anschließend unter Verwendung eines Handbuchs einen Systemcheck durch. Zum gleichen Zeitpunkt setzte der Kapitän die Flugsicherung in Kenntnis, dass man Probleme mit dem Fahrwerk habe und einen Fehlanflug mit Umkehr zum Flughafen Las Vegas durchführen müsse, falls es nicht gelingen sollte, die Probleme vor Erreichen der Mindesthöhe zu beheben. Schließlich stieg der Flugingenieur zur Sichtöffnung des Cockpits herunter und stellte fest, dass das Fahrwerk ausgefahren und eingerastet war. Nachdem er den Kapitän darüber in Kenntnis setzte, fuhr dieser die Auftriebshilfen voll aus. Zu diesem Zeitpunkt flog die Maschine auf einer Höhe von 1000 Fuß (ca. 300 Meter).
Minuten vor dem Aufschlag befand sich die Maschine in einer Flughöhe von 3050 Fuß (930 Meter). Sie sank innerhalb der folgenden 26 Sekunden auf eine Höhe von 2200 Fuß (670 Meter), wo sie 16 Sekunden lang verblieb, und sank schließlich innerhalb von einer Minute und 16 Sekunden auf den Meeresspiegel herunter. Da die Besatzung mit der Fahrwerksstellung und den Kontrolllampen im Cockpit beschäftigt war, übersah sie den Abstieg, in dem sich die Maschine befand. Der Kapitän registrierte dies erst, als der Höhenmesser sich der Nullstellung näherte. Er erhöhte den Schub, doch bevor er das Abfangmanöver vollführen konnte, schlug die Maschine auf dem Wasser auf. Der Aufschlag erfolgte um 19:21 Uhr Ortszeit in internationalen Gewässern der Santa Monica Bay, 6 Seemeilen (ca. 11 Kilometer) westlich des Flughafens Los Angeles, an einer Stelle, an der die Wassertiefe 110 Meter beträgt. Die Besatzung erwähnte vor dem Aufprall keine ungewöhnliche Sinkrate, es erfolgten auch keine Warnungen im Cockpit, mit der Ausnahme einer Kontrollleuchte, die kurz vor dem Aufschlag aufleuchtete und eine Kursdifferenz signalisierte.
Die Maschine schlug mit dem Heck zuerst auf dem Wasser auf. Dadurch brach der Rumpf in drei Teile. Der größte Teil war die 26 Meter lange Bugsektion, von der Flugzeugnase bis zur Flügelhinterkante. Dieser Teil trieb mehr als 24 Stunden auf dem Wasser. Der mittlere Teil war die 13 Meter lange Rumpfsektion von der Flügelhinterkante bis zum hinteren Druckschott. Der hintere Teil bestand aus dem Heck der Maschine mit den Höhen- und Seitenleitwerken. Die Triebwerke und das Fahrwerk rissen beim Aufprall von der Maschine ab.

## Rettungs- und Bergungsaktion
Drei Besatzungsmitglieder und zwölf Passagiere wurden bei dem Unfall getötet. Vier der Opfer konnten geborgen werden, wobei ein Tod durch Ertrinken diagnostiziert wurde. Die übrigen elf Personen wurden nie gefunden und für tot erklärt. Elf Passagiere und die übrigen sechs Besatzungsmitglieder wurden verletzt, während 13 Passagiere unverletzt blieben. Insgesamt überlebten 30 Personen den Unfall.
Die Passagiere waren gleichmäßig innerhalb der Maschine verteilt, wobei die Überlebenschancen der Passagiere im vorderen Teil der Maschine höher waren als jene der Passagiere im Mittelteil. Die drei überlebenden Mitglieder der Kabinenbesatzung, ein außer Dienst befindlicher Kapitän sowie eine Flugbegleiterin evakuierten die Passagiere zunächst in Richtung der Tragflächen und schließlich in Rettungsboote.
Während die Überlebenden die ersten beiden Rettungsboote bestiegen, wurden diese zusammengebunden und die Passagiere ruderten von der Tragfläche in Richtung der Flugzeugnase. Eines der Boote schrammte dabei ein hervorstehendes Stück Metall und verlor seine Luft, wobei die Personen aus dem Boot ins Wasser stürzten. Weitere Passagiere starteten ein Rettungsboot von der Steuerbordseite aus, welches allerdings ebenfalls durchstochen wurde.
Die US-Küstenwache startete unmittelbar nach dem Unfall eine Rettungsaktion. Die Rettungsmannschaften brauchten etwa 45 bis 60 Minuten, bis sie an der Unfallstelle waren. Trotz des Einsatzes in einem Wintermonat bei entsprechenden Wassertemperaturen konnten 30 Personen gerettet werden. Die Küstenwache suchte das Gebiet stundenlang weiter nach Überlebenden ab, bis zu einem Zeitpunkt, als keine Leichen mehr gefunden werden konnten und der Fund von Überlebenden nicht mehr zu erwarten war.
Das vordere Wrackteil wurde nach Malibu geschleppt, wo es zunächst versank. Es wurde später gehoben und zur Untersuchung zum Long Beach Naval Shipyard gebracht. Alle Fluginstrumente konnten geborgen werden. Die beiden anderen Wrackteile wurden nie geborgen.

## Unfalluntersuchung
Da sich der Unfall in internationalen Gewässern ereignete, wurde die Untersuchung entsprechend den Bestimmungen der 1944 unterzeichneten Konvention über die internationale Zivilluftfahrt durchgeführt. Die norwegische Regierung bat das National Transportation Safety Board um die Durchführung der Untersuchung. Die Wartungsunterlagen wurden durch die norwegische Transportsicherheitsbehörde überprüft. Der Abschlussbericht wurde am 1. Juli 1970 und damit nach einer 534-tägigen Ermittlung veröffentlicht.
Alle Navigationseinrichtungen am Flughafen Los Angeles wurden kontrolliert. Dabei wurde festgestellt, dass sie zum Zeitpunkt des Unfalls alle einwandfrei funktioniert hatten. Flugdatenschreiber und Stimmenrekorder wurden mithilfe eines ROV vom Meeresgrund geborgen. Sie hatten den Unfall unbeschadet überstanden. Es wurden Testflüge und Simulatortests durchgeführt, im Rahmen derer der Unfallhergang rekonstruiert werden konnte. Als festgestellt worden war, dass die Maschine flugtüchtig war, fokussierte sich die Ermittlung auf die Handlungen der Cockpitbesatzung.

## Unfallursache
Die Untersuchungen förderten eine Reihe von Ereignissen zutage, die in ihrem Zusammenspiel zu einem Zusammenbruch des Crew Resource Managements geführt hatten. Zwei Ereignisse hatten zur Verspätung des Fluges geführt, das Enteisen auf dem Flughafen Seattle-Tacoma und die Warteschleife über Bakersfield. Zusammen mit den Windverhältnissen im Flug hatte die Maschine dadurch drei Stunden Verspätung. Dies führte dazu, dass der Kapitän überlegte, nach Las Vegas umzukehren. Zum ersten Pilotenfehler kam es, als der Erste Offizier seinen Höhenmesser zu Beginn des Sinkfluges falsch einstellte. Der Unterschied zur Höhenanzeige des Kapitäns wurde bis zum Aufprall nicht bemerkt.
Während der Landefreigabe verwendete die Flugsicherung missverständliche, nicht den üblichen Standards entsprechende Begriffe. Der Kapitän hatte einen VOR-Anflug durchgeführt, ohne dies der Flugsicherung mitzuteilen. Keiner der Piloten hatte jemals einen Instrumentenanflug auf Bahn 07R durchgeführt, da sie üblicherweise Landebahn 25 anflogen. Ein weiterer Faktor war die Vorgabe der Flugsicherung, die DC-8 bei der Annäherung an die Cessna mit der langsamsten sicheren Fluggeschwindigkeit zu fliegen.
Die Untersuchungskommission identifizierte die Handlungen als Maßnahmen, um weitere Verzögerungen auf einem bereits deutlich verspäteten Flug zu vermeiden. Die Entscheidung, die Maschine mit fünf Metern pro Sekunde sinken zu lassen, wurde unter den vorherrschenden Bedingungen als nachvollziehbar bewertet. Während sich der Kapitän dem Problem mit dem Bugfahrwerk zuwendete, sank die Maschine jedoch 26 Sekunden mit einer Geschwindigkeit von 10 Metern pro Sekunde, blieb dann 16 Sekunden lang auf einer stabilen Flughöhe und sank anschließend bis zum Aufschlag erneut mit 8,6 Metern pro Sekunde. Der Erste Offizier war durch die Handlungen des Kapitäns von seiner eigentlichen Aufgabe, die Maschine zu fliegen, abgelenkt. Das Ein- und Ausfahren des Fahrwerks sowie das späte Ausfahren der Auftriebshilfen erschwerten seine Aufgabe, die Höhe und Fluggeschwindigkeit zu kontrollieren. Als die Auftriebshilfen voll ausgefahren waren, hatte der Kapitän außerdem versäumt, den Ersten Offizier darüber in Kenntnis zu setzen.
Wegen der Probleme mit dem Bugfahrwerk und der niedrigen Anfluggeschwindigkeit hatte der Kapitän erwogen, einen Fehlanflug durchzuführen und zum Flughafen Las Vegas umzukehren. Die Untersuchungskommission war der Ansicht, dass der Kapitän es versäumt hatte, den Anflug ordnungsgemäß zu überwachen, und dass das Crew Resource Management zusammengebrochen sei. Der Kapitän versäumte es, dem Ersten Offizier ordnungsgemäße Anweisungen zu erteilen. Ebenfalls befolgte er Anweisungen nicht, die der Erste Offizier ihm erteilte. Dadurch wurde schließlich auch der Erste Offizier von seiner Aufgabe abgelenkt, die Cockpitinstrumente zu beachten. Die Situation wurde weiter verschlimmert, als die Besatzung versuchte, die Geschwindigkeit auf 126 Knoten (ca. 233 km/h) zu reduzieren, während die Maschine für diese Geschwindigkeit nicht korrekt konfiguriert war. Diese Faktoren hatten zu einer Situation geführt, in der keiner der beiden Piloten auf die Flughöhe achtete. Auch die Karte für den Anflug wies einen Mangel auf, denn auf ihr war die Mindestflughöhe für den anzufliegenden Knotenpunkt nicht angegeben.
Die Untersuchungskommission klassifizierte den Unfall als „überlebbar“, weil sich die Aufprallkräfte entlang des Flugzeugrumpfes unterschiedlich verteilt hatten. Dass die Maschine zuerst mit dem Heck aufschlug, war dem Versuch des Ersten Offiziers geschuldet, die Maschine im letzten Moment noch hochzuziehen. Zu den meisten Todesfällen war es gekommen, weil Passagiere in den versinkenden Rumpfteilen eingeschlossen waren.

## Kontext
Bei dem Zwischenfall handelte es sich um den zwanzigsten Totalverlust einer Douglas DC-8 und den ersten der 60er-Reihe der DC-8. Es war der vierte von fünf tödlichen Unfällen der SAS, auf den erst der Flugunfall von Mailand-Linate im Jahr 2001 folgte.
Nur fünf Tage nach dem Flugunfall der DC-8 stürzte auf dem United-Air-Lines-Flug 266 eine Boeing 727 der United Airlines ebenfalls in die Santa Monica Bay.

## Ähnliche Unfälle
- Eastern-Air-Lines-Flug 401
- United-Airlines-Flug 173